# Heinz buys a tomato
Heinz buys a tomato er en dansk kortfilm fra 1997, der er instrueret af Niels Peter Meldgaard og Thomas Eikrem efter manuskript af sidstnævnte. Filmen er en hyldest til low budget og low tech filmene fra 1970'erne.

## Handling
Heinz, en halvdum femårig, får en opgave af sin mor, han skal købe en tomat. Heinz er stolt og glad, han ved, at når hans mor betror ham penge, betyder det, at hun stoler på ham. Han begiver sig ud i den virkelige verden i søgen efter tomatmanden. Heinz er af den mening, at tillid og ansvar er en god ting. Heinz får lært en lektie.